# Phalcoboenus australis
Carcará-austral (Phalcoboenus australis) é uma ave de rapina da família Falconidae. Nas Ilhas Malvinas (Falkland), é conhecido como a Johnny rook.

## Descrição
A plumagem dos adultos é quase de cor preta, enquanto as pernas são de cor laranja e o pescoço é salpicado de tons cinzas. Os mais jovens têm uma cor alaranjada ou avermelhada, característica que eles perdem após a primeira troca de penas. A plumagem adulta completa é adquirida apenas com 5 anos de idade.

## Distribuição ehabitat
Habita várias ilhas da Terra do Fogo, mas é mais abundante nas Ilhas Malvinas (Falklands). Embora ele já tenha sido considerado comum no arquipélago das Malvinas, agora há ninhos apenas nas ilhas periféricas onde a ave se reproduz no entorno de colônias de pinguins e albatrozes.

## Comportamento

### Alimentação
O carcará-austral é primeiramente um detritívoro, alimentando-se de carniça, principalmente de aves marinhas e ovelhas mortas, de vísceras e de restos de comida. Ele ocasionalmente come também insetos e minhocas que escava com suas garras. No entanto, a ave também caça presas fracas ou feridas, como filhotes de aves marinhas. Seu hábito de atacar cordeiros recém-nascidas e ovelhas fracas o levou a ser impiedosamente perseguidos pelos criadores de ovinos.
Muitas vezes, é conhecido a roubar objetos vermelhos, tais como roupas ou lenços, possivelmente porque o vermelho é a cor da carne. Como todos os falconiformes, tem uma excelente visão de cores, que facilmente supera a de qualquer mamífero conhecido. Muitas vezes, ele também vasculha lixo e move rochas para obter comida, provando, assim, ser uma das aves de rapina mais inteligentes.

### Reprodução
O ninho é construído no chão ou em uma borda de um penhasco, onde a fêmea deposita até 4 ovos. Sua eclosão está programada para coincidir com a época de nidificação de aves marinhas, proporcionando uma alimentação constante para os filhotes. Uma vez que estes têm desenvolvido, eles se reúnem em bandos e vagam pelas ilhas, muitas vezes perto de assentamentos humanos.

## Conservação
A população nas Malvinas é estimada em 500 casais reprodutores. Os jovens e adultos praticamente não têm medo de humanos e tratam a sua abordagem com indiferença. Ao longo do tempo, o conflito com os criadores de ovinos tem levado a uma grande redução na população da ave. Isso agora está sendo corrigido pelos habitantes das ilhas.